# ラミー (企業)

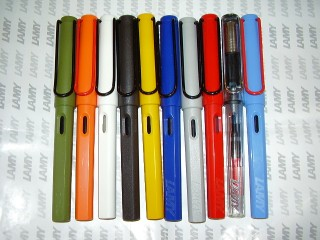
サファリ シリーズ 万年筆のカラーバリエーション。

ラミー（Lamy）はドイツのハイデルベルクに本社を構える筆記具メーカー。製品のブランド名は「LAMY」。2024年に三菱鉛筆傘下となった。

## 歴史
1930年 パーカー社の営業担当をしていたカール・ヨーゼフ・ラミー（Carl Josef Lamy）が、Orthos社を買収しドイツのハイデルベルクにラミー社を設立。
1952年、ラミー製品の販売を開始。この当時は、パーカー製品の影響を色濃く残していた。
1962年、創業者C.J.ラミーの息子であるマンフレート・ラミー（Manfred Lamy）がマーケティング部長としてラミーに入社。マンフレートは「機能によってかたち作られるデザイン」というバウハウスの理念に着目、下記「LAMY 2000」などの重要な製品の開発を手がけた。
1966年、LAMY 2000シリーズの販売を開始。同製品は、「西暦2000年になっても通用するデザイン」をコンセプトにして、ゲルト・アルフレート・ミュラーによってデザインされた。現に、販売開始50年を経てなお、そのままのデザインで販売されている。
1973年、マンフレート・ラミーが社長に就任。
1989年、インクの自社生産を開始。
2006年、マンフレート・ラミーが社長を引退、諮問委員会メンバーとなる。プロ経営者のBernhard M. Rösnerが後任社長に就任。
2018年、長年の中核社員であるBeate Oblau、Thomas Trappおよびプロ経営者のPeter Utschの3人による経営チームが成立。
2022年、プロ経営者のSteffen Rübkeが最高経営責任者に就任。
2024年、オーナー創業家が三菱鉛筆による全株取得と連結子会社化に合意、3月には買収手続きが完了した。

## 特徴
デザイナーの豊かな創造性の実現を重視する製品づくりを進める。ラミー社の有する製作技術がこれを可能にしている。例えば「LAMY 2000」シリーズは、ボディのつなぎ目が一見してわからないほど表面加工の工作精度が優れており、デザイナーの細部にまで及ぶ美意識を満足させている。
ラミー社は、技術力の維持・強化のために、ドイツ国内における自社生産にこだわっており、部品の製造の大部分とすべての製品の組み立てを、社外に委託せずにハイデルベルク市内の自社工場で行う。途上国の安い労働力を使うことが不可能になるが、そこは徹底した生産ラインのオートメーション化で補っている。

## 主な製品

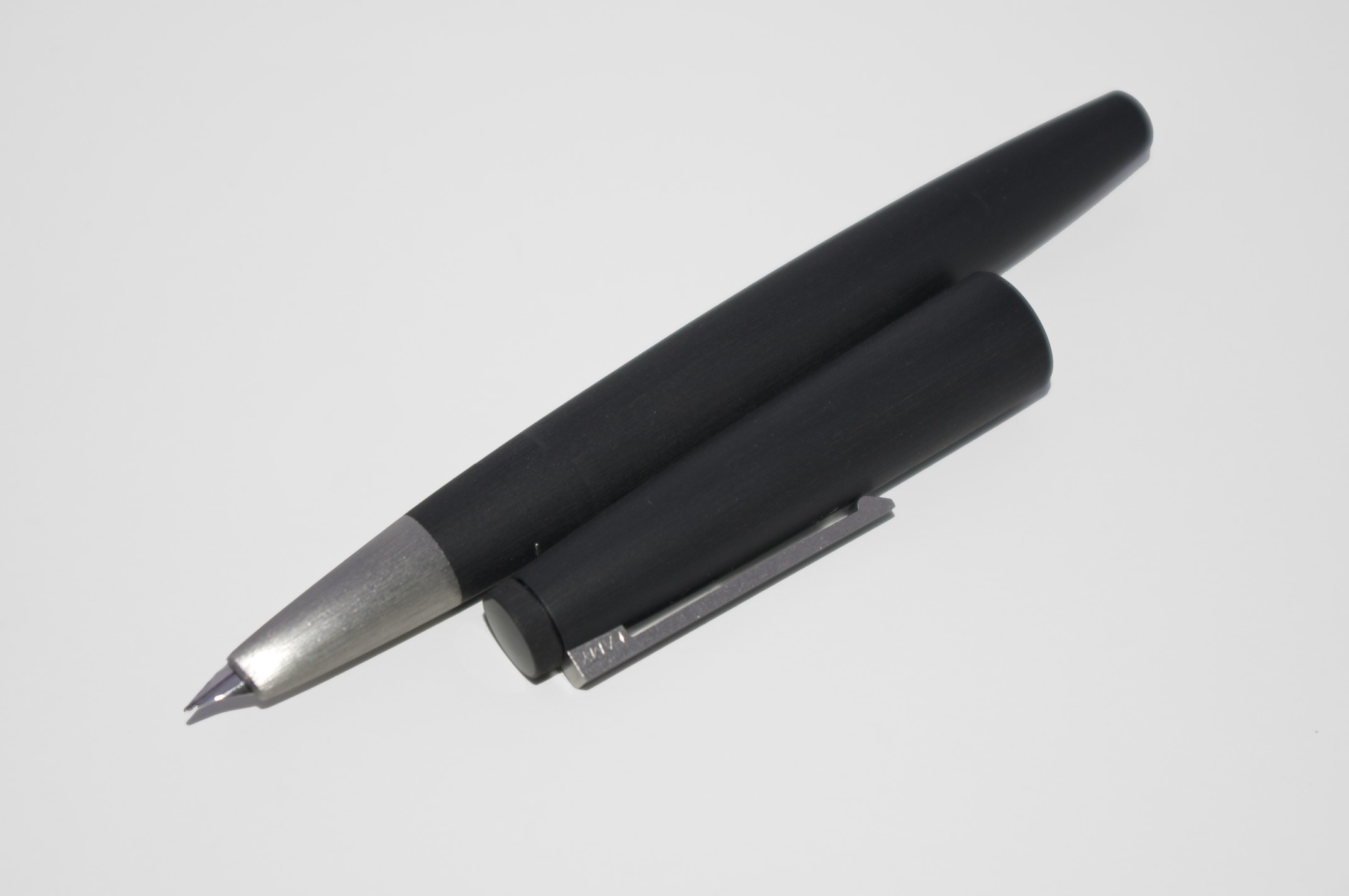
LAMY 2000 万年筆

万年筆・ローラーボール・シャープペンシル・ボールペンが揃っているシリーズ
- LAMY 2000 （ラミー・2000）- 1966年にリリースされて以来、この会社のロングセラー及びフラッグシップモデルとなっている。ゲルト・アルフレッド・ミュラーによるデザイン。
- LAMY ACCENT AL (ラミー・アクセントAL)-ラミーアクセントを元にボディをアルミにしたもので、シャープペン、ボールペン、ローラーボール、万年筆が存在する。先代のアクセントと同様に付け替えが可能なグリップであり、初期設定ではラバーかウッドグリップである。ただ、このウッドグリップは木に似せたものである。
- LAMY studio （ラミー・ステュディオ）- プロペラのような形をしたクリップが、デザインのアクセントになっている。
- LAMY safari （ラミー・サファリ）- 多色展開のカラフルなペン軸が特徴で、年ごとの限定色が展開される。スケルトンタイプもある。このシリーズの万年筆は、ドイツ本国の学生に高く支持されており、ラミーの主力製品という位置づけである。
- LAMY AL-star （ラミー・アルスター）- "safari"の上位モデル。ペン軸はアルミニウム合金であるため，safariよりもやや太くて重い。

その他のシリーズ
- LAMY scribble （ラミー・ スクリブル）- ペン軸が太くて短い。きままに走り書きするための筆記具というコンセプト。デッサンの邪魔にならないように、クリップの取り外しが簡単にできる。油性ボールペン、シャープペンシル（0.7mm）、芯ホルダー（3.15mm）が揃っている。
- LAMY pico （ラミー・ピコ）- コンパクトなボールペン。ギミックでペン軸が伸び縮みする。
- LAMY spirit （ラミー・スピリット）- 1枚のステンレス板を折りたたんで形成するという独創的な加工法によって製造される、マニアックなボールペン。薄い手帳と併せて使うというコンセプトで、ペン軸が細長いシャープなデザイン。
- LAMY noto （ラミー・ノト）- シンプルな流線形デザインのボールペンで、遠目にはありふれたデザインだが、ペン軸が三角断面形状になっている。深沢直人によるデザイン。
- LAMY swift（ラミー・スイフト）- 映画マトリックス・リローデッドに登場した、ノック式のローラーボール。ノックするとクリップが収納される世界特許の機構が特徴。
- LAMY dialog（ラミー・ダイアログ） - 想像力と個性を際立たせる、をコンセプトにしたシリーズ。1から3まである。
- dialog1 三角軸を両端にカットしたような未来的なフォルムが特徴のボールペン。合理的なデザインが美しい。
- dialog2 ライティング機材のスヌートを彷彿とさせるデザインが特徴のデザイン。ツイスト式のキャップレスのローラーボールで、ツイストするとクリップがボディと一体化する。
- dialog3 LAMY picoのような両端が丸いデザイン。ツイスト式のキャップレス万年筆で、ペン先は14k。スプリングが搭載されたクリップは筆記時には固定され、スプリングも動作しなくなる事により、筆記時に指を当てて使うことができる。

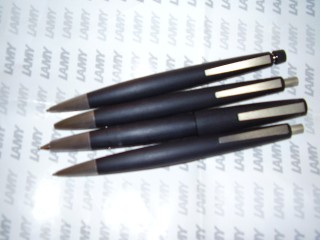
LAMY2000シリーズ 上からシャープペンシル、4色ボールペン、万年筆、ボールペン
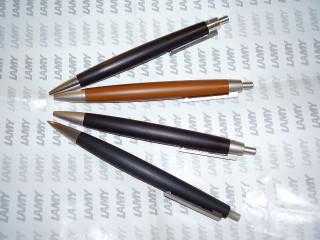
LAMY2000ボールペンシリーズ 上から発売30周年記念限定版、タクサス、ブラックウッド、通常の2000ボールペン
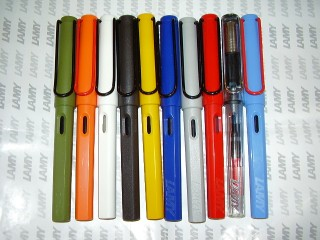
LAMY Safariシリーズ 万年筆のカラーバリエーション
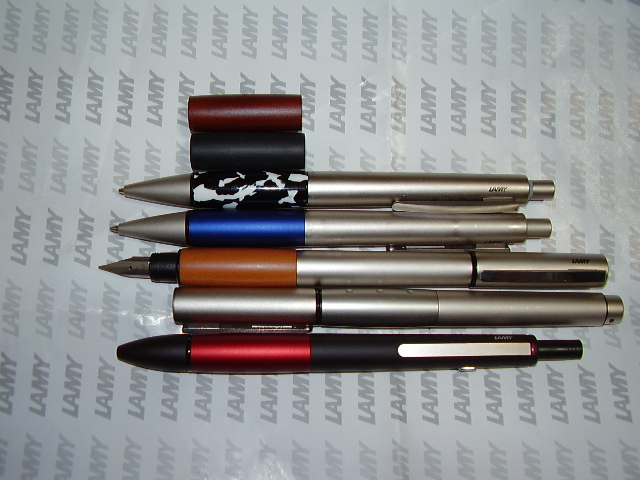
LAMY Accent 上から交換用グリップ、シャープペンシル、ボールペン、万年筆、フォーペン
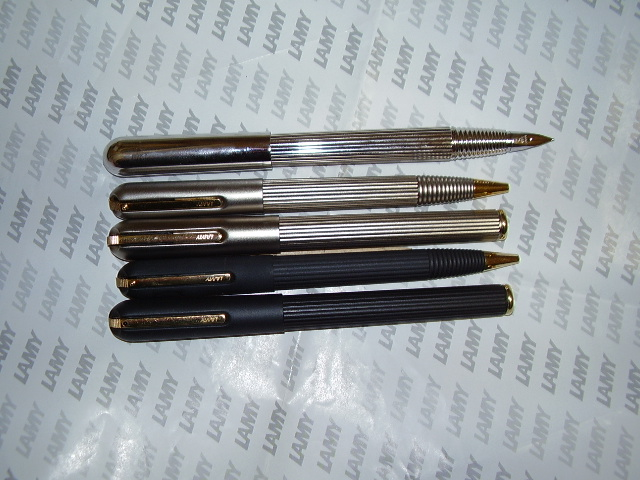
LAMY Personaシリーズ 上から万年筆、ボールペン